# Skaraborgsbrigaden
Skaraborgsbrigaden (MekB 4) är en mekaniserad brigad inom svenska armén som har verkat i olika former åren 1943–2000 och återigen från 2022. Förbandsledningen är förlagd i Skövde garnison i Skövde.

## Historik
Skaraborgsbrigaden sattes upp åren 1942–1943, under namnet 9. pansarbrigaden, genom att fältregementet (krigsförbandet) Skaraborgs regemente (I 9) omorganiserades till en pansarbrigad. År 1949 antog brigaden namnet Skaraborgsbrigaden (PB 9).
Inför försvarsbeslutet 1992 föreslog regeringen att krigsorganisationen skulle spegla fredsorganisationen. Därmed föreslogs att brigaden vid Skaraborgs regemente skulle avskiljas och bilda ett självständigt kaderorganiserat krigsförband. Den 1 juli 1994 avskildes brigaden från regementet, och blev ett kaderorganiserat krigsförband inom Södra militärområdet (Milo S). Brigaden ingick från 1994 i Västra arméfördelningen (3. förd). År 1996 övergick den till Södra arméfördelningen (13. förd) på grund av att Västra arméfördelningen avvecklades i samband med försvarsbeslutet 1996.
Inför försvarsbeslutet 1996 föreslog regeringen till riksdagen att antalet försvarsområdesstaber skulle reduceras, detta med bland annat hänvisning till den då pågående översynen av länsindelningarna där bland annat Göteborgs och Bohus län, Skaraborgs län och Älvsborgs län den 1 januari 1998 bildade Västra Götalands län. För försvarsområdesstaben vid Skaraborgs regemente (P 4/Fo 35) innebar förslaget att den skulle avvecklas senast den 31 december 1997. Från den 1 januari 1998 kom regementet att uppgå i Skaraborgsbrigaden (PB 9), vilken då antog det nya namnet Skaraborgs regemente och Skaraborgsbrigaden (MekB 9).
Inför försvarsbeslutet 2000 föreslog regeringen i propositionen att avveckla fem infanteribrigader samt en mekaniserad brigad. Detta då regeringen ansåg att bibehålla dem skulle kräva omfattande investeringar för att kunna utgöra enheter för mekaniserad utbildning. Vidare ansågs att deras övnings- och skjutfält i vissa fall var begränsande. Gällande Skaraborgsbrigaden ansåg regeringen att brigaden hade en god mekaniserad kapacitet för utbildning av hel bataljon, samt tillgång till goda övnings- och skjutfält samt en militärområdesverkstad. Regeringen fäste även särskild vikt vid betydelsen av samlokalisering av en mekaniserad utbildning med Markstridsskolan (MSS). Genom försvarsbeslutet 2000 kom Skaraborgs regemente och Skaraborgsbrigaden (MekB 9) från den 1 juli 2000 att anta namnet Skaraborgs regemente (P 4).
Inför försvarsbeslutet 2020 föreslog regeringen för riksdagen att de två dåvarande brigadstrukturerna skulle omorganiseras till två mekaniserade brigader och att organiseringen av en tredje mekaniserad brigad skulle påbörjas. De mekaniserade brigaderna och den förstärkta mekaniserade bataljonen på Gotland föreslogs av regeringen att organiseras utgående från tillgången på stridsvagnar och stridsfordon. Samtliga mekaniserade bataljoner föreslogs även ges en tillräcklig förmåga till indirekt eldunderstöd. Den 26 februari 2021 presenterade Försvarsmakten sitt budgetunderlag för 2022, där Försvarsmakten redovisade sin planering, förberedelser och verksamhet i syfte att verkställa det av riksdagen antagna försvarsbeslutet. Bland annat skulle krigsorganisationen utvecklas successivt mot tre brigader, en reducerad brigad samt en stridsgrupp. För Skaraborgs regemente innebar det att Andra brigaden från 2022 skulle omorganiseras till Skaraborgsbrigaden (MekB 4) för att vara helt färdigställt perioden 2026–2030.

## Verksamhet
När Göta livgarde (I 2) upplöstes 1939 kom dess stridsvagnsbataljon att fördelas på två nya pansarbataljoner vid Skaraborgs regemente (I 9) och Södermanlands regemente (I 10). När brigaden bildades antog den brigadorganisationen Pansarbrigad 43. 
Skaraborgsbrigaden sattes upp 1943 under namnet 9. pansarbrigaden. Genom försvarsbeslutet 1948 kom brigaden att omorganiseras till Pansarbrigad 49 då Sveriges samtliga brigader och fältregementen kom att omorganiseras till en ny brigadmodell som beslutades i samband med försvarsbeslutet 1948.
Beslutet medförde att samtliga fältregementen och motor-, cykel- och kavalleribrigader avvecklades och ersattes med infanteri- och pansarbrigader. 9. pansarbrigaden kom då att omorganiseras till Skaraborgsbrigaden (PB 9). När brigaden omorganiserades 1949 kom Skaraborgs regemente (P 4) tillsammans med Älvsborgs regemente (I 15) att utbilda två pansarbrigader. Älvsborgs regemente stod för pansarinfanteri medan Skaraborgs regemente stod för pansartrupper till Älvsborgsbrigaden och Skaraborgsbrigaden. Från 1963 gick pansartrupperna in i pansarbrigad 63, vilket bland annat medförde att hela Skaraborgsbrigaden utbildades vid Skaraborgs regemente.
I samband med att brigaden avskiljdes från regementet blev den stora skillnaden att chefen för brigaden nu var helt ansvarig för utbildningen och produktion av förband till brigaden. Från den 1 januari 1998 kom brigaden att organiseras som en mekaniserad brigad. Den stora skillnaden låg i att en pansarbrigad bestod av 72 stridsvagnar, medan en mekaniserad brigad bestod av 60 stridsvagnar. Brigadens huvudsystem var stridsvagn 122 och stridsfordon 90. I samband med försvarsbeslutet 2000 upplöstes huvuddelen av brigaden, för att istället omorganiseras till ett utbildningsförband under namnet Skaraborgs regemente. Brigadens mekaniserade bataljoner kom åren 2000–2004 ingå i 1. Mekaniserade divisionen.
När brigaden åter aktiverades 2022 kom dess huvudbeväpning att utgöras av befintlig materiel ur materielreserven. Vidare planerades för en modifiering av stridsfordon och stridsvagnar, i huvudsak för att öka eldkraft och skydd.

### Internationell verksamhet
År 1994 bidrog brigaden för uppsättandet av BA 03 som var den tredje bataljonen av de så kallade Bosnienbataljonenerna. Till bataljonen svarade brigaden för bataljonschef, 9. pansarskyttekompaniet, stab/ingenjörskompani och ett stab- och trosskompani. År 1996 bidrog Skaraborgsbrigaden med ett pansarskyttekompani till BA 07.

### Organisation
| 1994–2000 - 9. pansarbrigadstaben - 9. brigadledningskompaniet - 9. pansarspaningskompaniet - 1. pansarbataljonen - 2. pansarbataljonen - 3. pansarbataljonen - 4. pansarvärnsbataljonen - 9. pansarluftvärnsbataljonen - 9. pansarunderhållsbataljonen - 9. pansarpionjärbataljonen - 9. pansarhaubitsbataljonen | 2022– - 4. brigadstaben - 4. brigadledningskompaniet - 4. brigadspaningskompaniet - 4. brigadsambandskompaniet - 4. brigadluftvärnskompaniet - 41. pansarbataljonen - 42. pansarbataljonen - 43. mekaniserade bataljonen - 4. brigadunderhållsbataljonen - 4. brigadingenjörbataljonen - 4. brigadartilleribataljonen - 4. stridsvagnstransportkompaniet |

## Heraldik och traditioner
Skaraborgsbrigaden delade heraldik och traditioner med Skaraborgs regemente. Åren 1998–2000 förvaltade brigaden regementets traditioner. År 1942 instiftades Kungl. Skaraborgs regementes (P 4) förtjänstmedalj i guld (SkarabregGM). År instiftades 1999 Skaraborgs regemente och Skaraborgsbrigaden (MekB 9) förtjänstmedalj (m/2000) i guld och silver (SkarabregbrigGM/SM).

## Förbandschefer
- 1949–1989: ???
- 1989–1991: Överste Alf Sandqvist
- 1992–1995: Överste Peter Lundberg
- 1995–1999: Överste Tony Stigsson
- 1999–2000: Överste Jörgen Britzén
- 2000–2021: Ej aktiv
- 2022–2025: Överste Michael Carlén
- 2025–20xx: Överste Peter Andersson [k]

## Namn, beteckning och förläggningsort
| 9. pansarbrigaden                           | 1943-??-?? | – | 1949-09-30 |
| Skaraborgsbrigaden                          | 1949-10-01 | – | 1997-12-31 |
| Skaraborgs regemente och Skaraborgsbrigaden | 1998-01-01 | – | 2000-06-30 |
| Skaraborgsbrigaden                          | 2022-01-01 | – |            |

| 9. pansarbrig | 1943-??-?? | – | 1949-09-30 |
| PB 9          | 1949-10-01 | – | 1997-12-31 |
| MekB 9        | 1998-01-01 | – | 2000-06-30 |
| MekB 4        | 2022-01-01 | – |            |

| Skövde garnison (F) | 1949-10-01 | – | 2000-06-30 |
| Skövde garnison (F) | 2022-01-01 | – |            |